# 角秀
角秀，是臺灣臺南市官田區的一個傳統地域名稱，位於該區中西部，並向北延伸至邊界。相較於今日行政區，其範圍大致為二鎮里東南半部。
本地區境內主要聚落為角秀、廳太。

## 歷史
台灣日治初期，角秀地區為一街庄，稱為「角秀庄」（舊制街庄），隸屬於赤山堡。該庄昔日北邊及東邊北段與七甲庄為鄰，東邊中段與烏山頭庄為鄰，東邊南段及南邊東段與中脇庄為鄰，南邊西段為官佃庄，西南邊為番仔田庄，西邊為二鎮庄。
1901年（日治明治三十四年）11月11日，全台廢縣廳改設二十廳，該庄隸屬於鹽水港廳。1904年（明治三十七年）4月1日，該庄編入「官佃區」，隸屬於鹽水港廳。1906年（明治三十九年）4月1日，鹽水港廳內管轄區域調整，該庄仍隸屬於「官佃區」。1909年（明治四十二年）10月25日，全台合併二十廳為十二廳，官佃區改隸屬於臺南廳。1920年（大正九年）10月1日，全台地方制度大改正，廢十二廳改設五州二廳，該庄改制為「角秀」大字，隸屬於臺南州曾文郡官田庄（新制街庄）。
戰後官田庄改制為官田鄉，隸屬於臺南縣，大字亦改制為村。1950年（民國39年）10月25日，雲、嘉、南分治，官田鄉仍隸屬於臺南縣。2010年（民國99年）12月25日，臺南縣、市合併為直轄臺南市，官田鄉改制為官田區，村亦改制為里。

## 聚落
本地區發展較早的聚落為角秀，在日治期初期的官方地圖上已有記載。此外，本地區尚有廳太聚落。

## 交通
區道南113線是二鎮至廳太的道路，經過本地區廳太聚落。
區道南114線是隆田至湖山的道路，經過本地區角秀聚落。
區道南318線是葫蘆埤至嘉南的道路，經過本地區北部邊界地帶。